# Yaralı Dilberim
Yaralı Dilberim è il primo singolo di Emre Altuğ a essere estratto nel 1999 dall'album İbret-i Alem. Questo brano,ha un ambiente di musica cubana.